# Landschafts-Apotheke

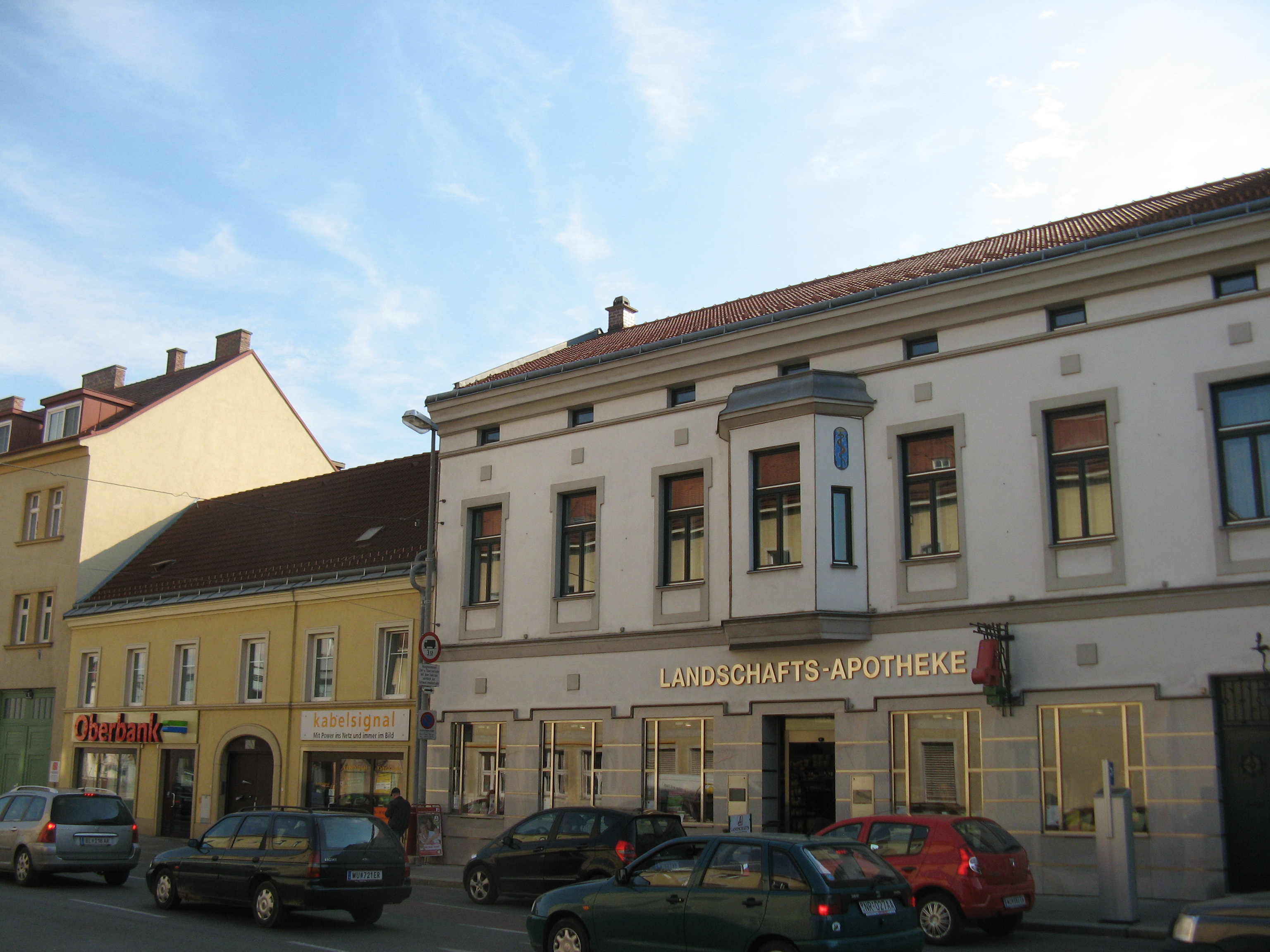
Die Landschafts-Apotheke in Schwechat

Landschafts-Apotheken waren Apotheken in Niederösterreich, die von den Landständen errichtet und von diesen auch betrieben wurden. Neben Ärzten sollen Apotheken auch in heutigen Zeiten, in denen keine Seuchen oder andere Krankheiten grassieren, aber die wirtschaftlichen Aussichten der Branche nicht sehr günstig sind, trotzdem eine Grundversorgung garantieren.

## Geschichte
Die Gesamtheit der Landstände wurde als Landschaft bezeichnet und bestand aus den vier Kurien: den Herren und den Rittern, den Prälaten sowie den Städten und Märkten. Aus dieser Tatsache rührt die Bezeichnung Landschafts-Apotheke oder Landschaftsapotheke, die auch heute noch bei bestehenden Apotheken, die auf diese Zeit zurückgehen, anzufinden ist. Auch die Mediziner, die so im Dienst der Stände standen, wurden ebenfalls als Landschaftsärzte bezeichnet.
Erste Ansätze waren in Niederösterreich im Jahr 1560 zu erkennen. Speziell die Forderung nach den Landschaftsapotheken geht auf das Jahr 1576 zurück. Zuerst bekamen im Jahr 1576 je ein Viertelsmedicus und zwar in Waidhofen an der Thaya, Mistelbach, Melk und Wiener Neustadt als Landschaftsärzte einen sogenannten bestallungscontract, das heißt, sie wurden angestellt. Bereits vorher wurde ein Arzt, Paul Weidner für die Landschaft Wien bestellt. Er bekam für seinen Dienst als Landschaftsarzt und als Berater der Stände einen Lohn von 250 fl.
Bei den Apotheken sind die Unterlagen nicht so gesichert. Nach Unterlagen des Niederösterreichischen Landesarchivs gab es die ersten Landschaftsapotheken in den 1580er Jahren. Sie erhielten 50 fl. bestallung. Nicht überliefert ist, ob es sich um bestehende oder neue Apotheken handelte, die in den Landesdienst genommen wurden. Die ersten Apotheken befanden sich in Mistelbach und Melk.
Obwohl immer wieder aus Geldmangel angeregt wurde, die Anzahl der Apotheken zu reduzieren, steigerte sich gegen Ende des 17. Jahrhunderts die Anzahl sowohl der Ärzte als auch der Apotheken auf das Doppelte. Namentlich befanden sich Apotheken in St. Pölten, Melk, Krems, Horn, Stockerau, Mistelbach, Wiener Neustadt und Baden.
Ähnliche Landschaftsapotheken gab es in anderen Bundesländern, wie Oberösterreich, Steiermark und Kärnten.

## Heutige Landschaftsapotheken

### Niederösterreich
- Landschafts-Apotheke Baden

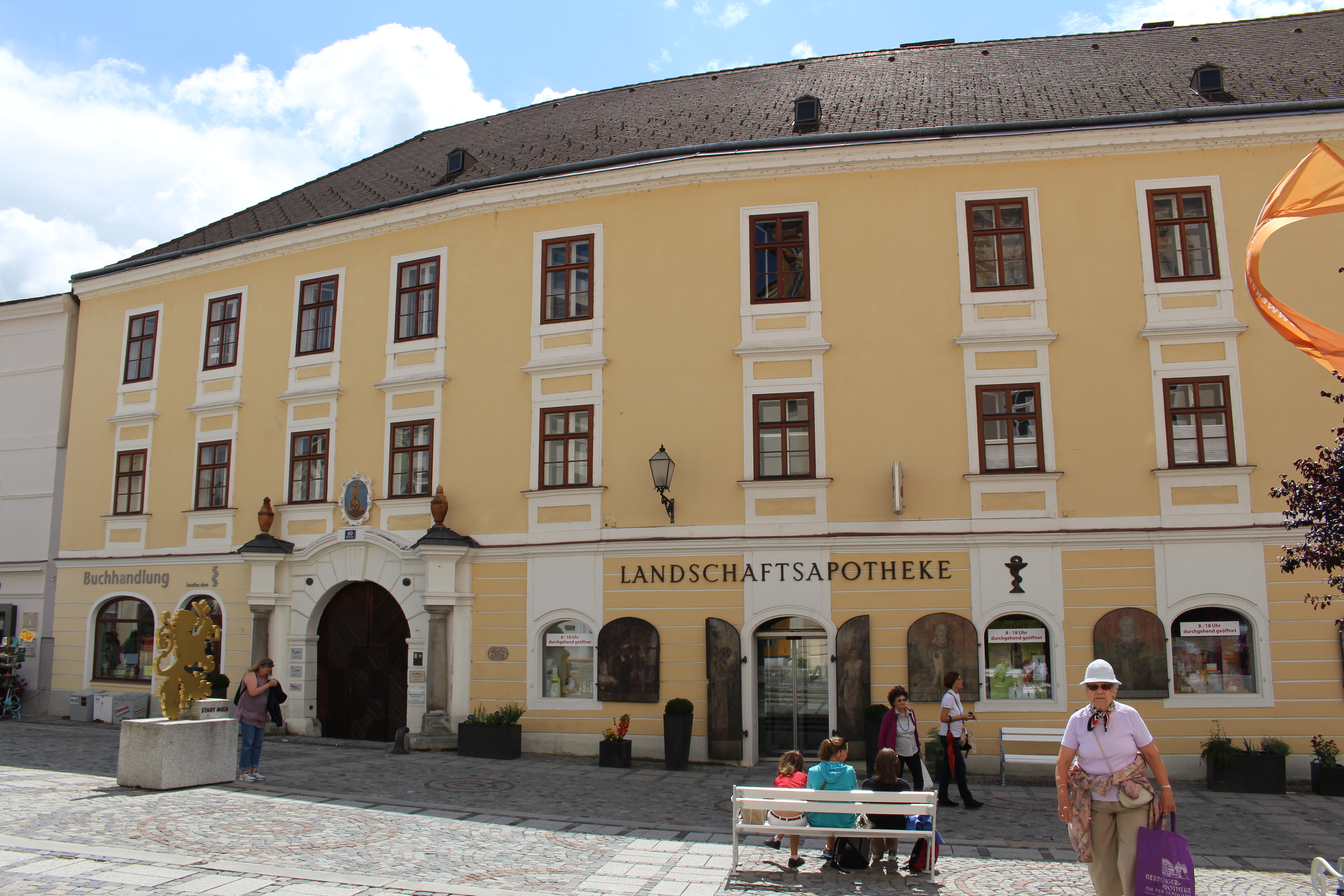
Landschafts-Apotheke am Rathausplatz in Melk

- Landschafts-Apotheke „Zum schwarzen Adler“ Horn
- Landschafts-Apotheke Melk
- Landschaftsapotheke Mistelbach
- Landschafts-Apotheke Raabs an der Thaya
- Landschafts-Apotheke Schwechat
- Landschaftliche Apotheke Stockerau

### Außerhalb Niederösterreichs
- Landschafts-Apotheke Klagenfurt (Kärnten)
- Landschafts-Apotheke Graz (Steiermark)
- Landschafts-Apotheke Judenburg (Steiermark)

## Ehemalige Landschaftsapotheken
- Apotheke Zum Goldenen Löwen, St. Pölten, 1545 erstmals erwähnt
- Apotheke „Zum goldenen Biber“, Stadt Salzburg, trug die Bezeichnung „Landschaftsapotheke“ oder „Stadt-Apotheke“ 1784 bis 1874